# Divisione No. 6 (Alberta)
La Divisione No. 6 è una divisione censuaria dell'Alberta, Canada di 1.160.936 abitanti, con capoluogo Calgary, di cui comprende anche parte dell'area metropolitana.

## Comunità
- City
  - Airdrie
  - Calgary

- Town
  - Black Diamond
  - Carstairs
  - Chestermere
  - Cochrane
  - Crossfield
  - Didsbury
  - High River
  - Irricana
  - Okotoks
  - Olds
  - Sundre
  - Turner Valley

- Villaggi
  - Beiseker
  - Cremona
  - Longview

- Frazioni
  - Blackie
  - Bragg Creek
  - Cayley
  - Langdon
  - Water Valley

- Distretti Municipali
  - Foothills No. 31
  - Rocky View No. 44

- Municipalità di contea
  - Contea di Mountain View

- Riserve
  - Eden Valley 216
  - Tsuu T'ina Nation 145